# انجمن عکاسی آمریکا
انجمن عکاسی آمریکا (PSA) یکی از بزرگ‌ترین انجمن‌های غیرانتفاعی عکاسی در جهان است. این انجمن بر خلاف اسمش، سازمانی بین‌المللی است که در سال ۱۹۳۴ تأسیس شد و از بیش از ۷۰ کشور عضو دارد.